# Климов, Фёдор Дмитриевич
Фёдор Дмитриевич Климов (1838 — после 1877) — самарский губернатор с 1872 по 1875 гг.

## Биография
Федор Дмитриевич родился под Курском, в имении родителей в 1838 году. Окончил Константиновский кадетский корпус в 1857 году. 16 июня 1857 года Климов начал карьеру военного и 6 июля того же года поступил на службу корнетом в лейб-гвардии уланский полк. Служба в избранной Климовым кавалерийской части не вдохновила его и профессиональным военным он не стал. С 1861 по 1863 год в звании поручика он исполнял должность мирового посредника в родной ему Курской губернии. Совмещение военной и гражданской службы дало ему возможность быстро продвигаться по служебной лестнице, поэтому в полк он вернулся уже ротмистром.
В 1863 году вспыхнуло польское восстание, ставшее причиной возвращения Ф. Д. Климова в порядком позабытую им воинскую часть. Ротмистр Климов принял участие в подавлении военным восстания. Гражданская служба с сохранением военного чина была очень выгодна, и Федор Дмитриевич с 7 сентября 1863 года становится членом проверочной комиссии Минской губернии. На этой должности он стал подполковником армейской кавалерии, что равнялось чину надворного советника VII класса Табели о рангах. Климов являлся председателем Слуцкого мирового съезда, а в 1869 году был произведен в полковники и 11 июля 1869 года ушёл в отставку с военной службы.

## Самарский губернатор
Фёдор Дмитриевич был назначен на место самарского губернатора 15 декабря 1872 года и утвержден в этой должности министром внутренних дел А. Е. Тимашевым. В недалеком прошлом кадровый военный, он считался консерватором, который после «либерального» Аксакова наведёт строгий порядок в Самарской губернии и сможет «подтянуть» её.
В 1873 году Поволжье пережило острейший голод. Климов подвергся сильной критике за медлительность в оказании помощи голодавшим, а бездарное управление Климова привело к тому, что правительство выделило голодающим Самарской губернии только мизерную часть необходимых средств. Это обстоятельство и спровоцировало конфликт между губернатором и самарским земством. Председатель самарской губернской земской управы А. Н. Хардин действовал в ходе борьбы с голодом в обход Климова. За несоблюдение субординации губернатор, уволил его по Высочайшему повелению с занимаемого поста. За этим последовала административная высылка одного из членов Самарской уездной управы и устранение Бузулукской уездной земской управы от заведования продовольственным делом.
С крестьянами Ф. Д. Климов тоже не церемонился, он абсолютно не понимал голодавших, ведь сам всегда жил в достатке. А либеральный Аксаков тем временем продолжал помогать голодавшим, не заботясь о престиже губернатора Климова. Климову не нравилось это «противодействие власти». Это противостояние двух дворян, из которых один был губернатором, а второго не так давно сняли с этого поста, было крайне необычным для России и очень показательным.
В 1874 году разгорелся ещё один конфликт. Очередное губернское земское собрание отказалось создать ревизионную комиссию для проверки отчёта деятельности управы по продовольственному вопросу, мотивируя своё решение тем, что управа неподотчётна собранию. Подтекстом решения была обида на своевольное вмешательство Климова в дела управы и невозможность собрания отреагировать на это вмешательство. Следующим решением собрание обжаловало те действия, которые были приняты губернатором в 1873 году по улучшению ситуации с продовольствием.
Ф. Д. Климов опротестовал все решения собрания. Таким образом, конфликт принимал все больший размах, и губернатор показывал себя не с лучшей стороны. В столице стали обращать серьёзное внимание на самарские дела. Бывший самарский губернатор К. К. Грот осудил Климова. В конфликт вмешался министр внутренних дел А. Е. Тимашев, «настоятельно рекомендовавший» губернатору отказаться от протестов. После «погашения» конфликта отношения управления оставались настолько натянутыми, что 3 января 1875 года А. Е. Тимашев был вынужден перевести ярого противника земств на другую должность.

## Санкт-Петербург
10 января 1875 года неполадивший с самарским земством губернатор был назначен управляющим Временного отделения по поземельному устройству государственных крестьян министерства государственных имуществ. Из Самары Ф. Д. Климов отбыл 11 января 1875 г. При видимой ничьей в борьбе земств с губернатором победа, конечно, была не за Климовым.
На занятой должности Климов упоминался в последний раз в 1877 году, причём по-прежнему действительным статским советником. За 3 года работы в Санкт-Петербурге бывший самарский губернатор не смог повысить свой чин ни на одну ступень.

## Награды
Тёмно-бронзовая медаль в память Восточной (Крымской) войны 1853—1856- гг. была получена, но конечно не за участие в военных действиях. Так же за введение в действие положения об удельных крестьянах он получил знак отличия, и в 1865 году получил орден св. Станислава 2-й степени.